# Grand Prix automobile de Hongrie 2015
GP précédent GP suivant
Le Grand Prix automobile de Hongrie 2015 (Formula 1 Pirelli Magyar Nagydij 2015), disputé le 26 juillet 2015 sur le Hungaroring à Budapest, est la 926e épreuve du championnat du monde de Formule 1 courue depuis 1950. Il s'agit depuis 1986 de la trentième édition du Grand Prix de Hongrie comptant pour le championnat du monde de Formule 1, et de la dixième manche du championnat 2015. 
Durant le week-end, les pilotes rendent hommage à Jules Bianchi, mort le 17 juillet des suites de son accident au Grand Prix du Japon 2014, après neuf mois de coma. Des messages apparaissent sur leurs casques ou en différents endroits sur les carrosseries de leurs voitures. Une minute de silence est observée en compagnie de la famille du pilote avant le départ de l'épreuve. 
Lors des trois séances d'essais libres et des trois phases des qualifications, Lewis Hamilton se monte le plus rapide. Il devance finalement son coéquipier Nico Rosberg de plus d'une demi-seconde pour obtenir sa cinquième pole position sur le Hungaroring, sa neuvième en dix Grands Prix cette saison et la quarante-septième de sa carrière. Derrière les deux Flèches d'Argent, Sebastian Vettel hisse à nouveau sa Ferrari SF15-T en troisième position ; il est accompagné en deuxième ligne par Daniel Ricciardo. Kimi Räikkönen et Valtteri Bottas suivent aux cinquième et sixièmes places sur la grille, alors que la quatrième ligne est occupée par Daniil Kvyat et Felipe Massa. 
Sebastian Vettel remporte sa deuxième victoire sur Ferrari, la quarante-et-unième de sa carrière — il rejoint ainsi Ayrton Senna au troisième rang des pilotes les plus victorieux en Formule 1 — au terme d'une course qu'il mène quasiment de bout en bout, ne laissant brièvement les commandes à son coéquipier Kimi Räikkönen que lors de leurs premiers arrêts respectifs aux stands. Les deux Ferrari jaillissent en tête au départ, alors que Lewis Hamilton rétrograde au dixième rang dans le premier tour après une sortie de piste dans un bac à gravier. Alors que Ferrari s'achemine vers un doublé, Räikkönen est victime d'une panne de son système de récupération d'énergie (MGU-K) qui le contraint à l'abandon. Un accident de Nico Hülkenberg au quarante-et-unième tour entraîne la sortie de la voiture de sécurité puis toute une série de rebondissements après qu'elle s'est écartée, provoquant l'émergence des deux Red Bull de Daniil Kvyat et Daniel Ricciardo sur le podium, tout comme Max Verstappen à la quatrième place et Fernando Alonso à la cinquième : premier podium pour Kvyat, record de précocité pour le néerlandais de 17 ans et résultat inespéré pour le pilote McLaren-Honda. Pour la première fois depuis le Grand Prix du Brésil 2013, aucune Mercedes n'est sur le podium. Lewis Hamilton termine sixième et Nico Rosberg huitième, derrière Romain Grosjean.  Jenson Button et Marcus Ericsson prennent les points restants. Sebastian Vettel dédie sa victoire à Jules Bianchi, en français, durant son tour d'honneur. 
Lewis Hamilton marque quatre points de plus que Nico Rosberg et porte son avance en tête du championnat du monde à 21 points (désormais 202 points contre 181). Sebastian Vettel (160 points) se rapproche à 21 points de Rosberg et se détache à la troisième place devant Valtteri Bottas (77 points), Kimi Räikkönen (76 points) et Felipe Massa (74 points) qui n'ont pas marqué. Daniel Ricciardo progresse (51 points), tout comme son coéquipier Daniil Kvyat (45 points). Max Verstappen (onzième avec 22 points) et Fernando Alonso (quinzième avec 11 points) font un bond au classement. Mercedes conserve la tête du championnat avec 383 points, devant Ferrari (236 points) et Williams (151 points) ; suivent Red Bull Racing (96 points), Force India (39 points), Lotus (35 points), Scuderia Toro Rosso (31 points), Sauber (22 points), et McLaren (17 points). Manor Marussia n'a pas encore inscrit de point.

## Essais libres

### Première séance, le vendredi de 10 h à 11 h 30
| Pos. | Pilote           | Voiture          | Chrono         | Écart     |
| ---- | ---------------- | ---------------- | -------------- | --------- |
| 1    | Lewis Hamilton   | Mercedes         | 1 min 25 s 141 |           |
| 2    | Nico Rosberg     | Mercedes         | 1 min 25 s 250 | + 0 s 109 |
| 3    | Kimi Räikkönen   | Ferrari          | 1 min 25 s 812 | + 0 s 671 |
| 4    | Daniel Ricciardo | Red Bull-Renault | 1 min 26 s 053 | + 0 s 912 |
| 5    | Daniil Kvyat     | Red Bull-Renault | 1 min 26 s 070 | + 0 s 929 |
| 6    | Sebastian Vettel | Ferrari          | 1 min 26 s 395 | + 1 s 254 |

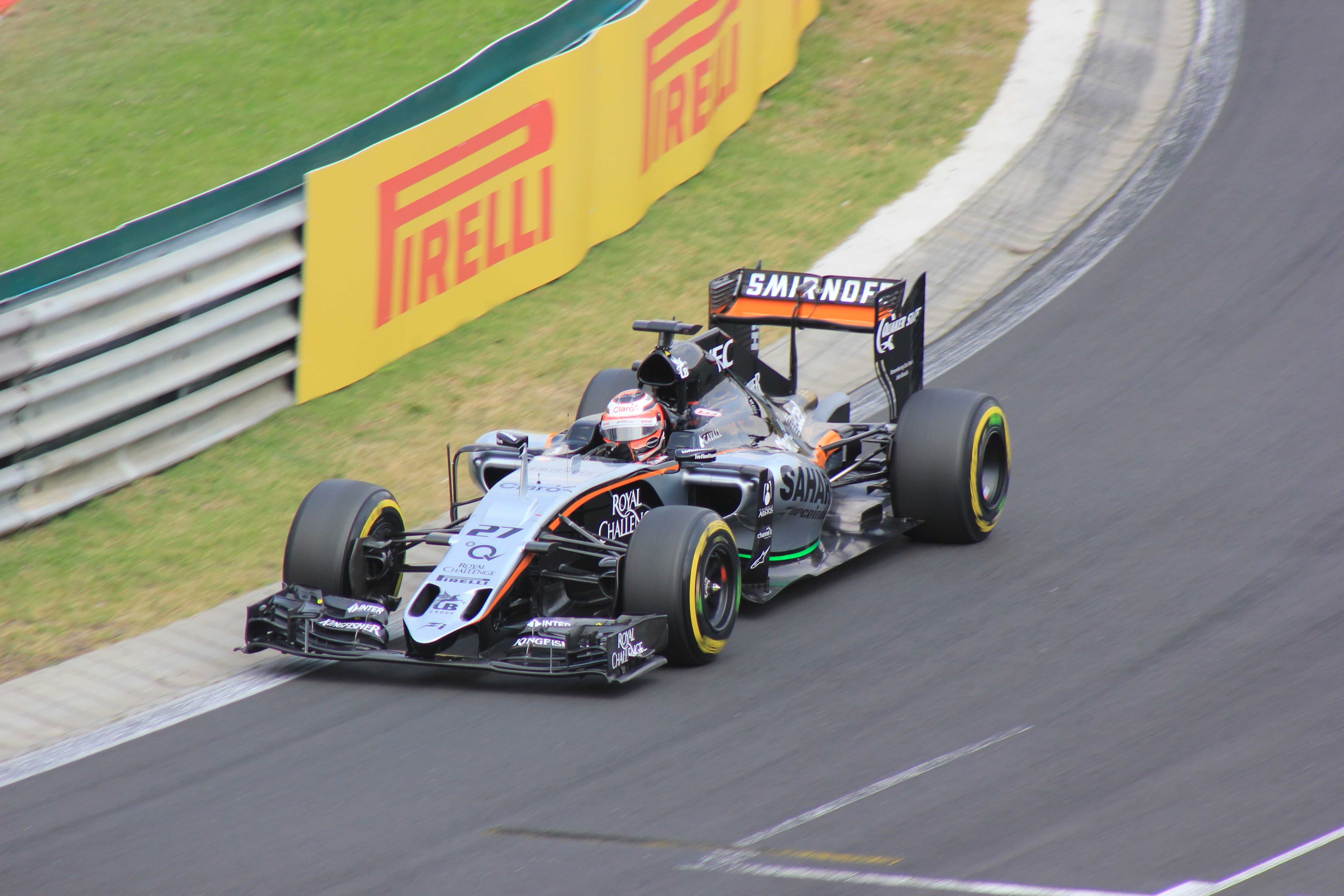
Nico Hülkenberg au Grand Prix de Hongrie 2015.

La première séance d'essais libres du Grand Prix de Hongrie débute sous le soleil et par une température de 27 °C. Comme l'écurie Lotus F1 Team a payé en retard ses factures pour Pirelli, le manufacturier de pneumatiques agit de même et ne fournit ses pneus qu'au dernier moment à l'équipe qui ne peut donc pas s'élancer dès le début de la session. Comme les pilotes n'ont pas roulé depuis trois semaines après l'annulation du Grand Prix d'Allemagne, les premières minutes de la séance consistent en une ont une succession de tours d'installation. Nico Rosberg fixe la première référence, après dix minutes, en 1 min 27 s 306,,. 
Alors que Rosberg enchaîne les tours, le reste du plateau regagne les stands. Rosberg espère que les problèmes de sensibilité des freins de sa Mercedes ne lui seront pas trop coûteux sur un tracé où les freinages, bien que peu appuyés, sont nombreux. S'il améliore tour après tour, son coéquipier Lewis Hamilton prend ensuite la main, en 1 min 25 s 291. Il faut attendre la fin de la première demi-heure pour que les pilotes Lotus, Pastor Maldonado et Jolyon Palmer, sortent de leur stand pour effectuer un premier tour d'installation. À la fin des trente premières minutes, les équipes rendent le train de pneus supplémentaire auquel elles ont droit. Alors que les Mercedes occupent les deux premières places, Sebastian Vettel n'a effectué qu'un tour d'installation. Williams F1 Team teste, entre autres, un nouvel aileron avant sur la monoplace de Valtteri Bottas,,.
Après vingt minutes de quasi-inactivité, les pilotes reprennent la piste. Si l'ensemble du plateau améliore, personne ne parvient à battre le temps de Lewis Hamilton. Les équipent se concentrent sur l'évaluation du comportement des pneus les plus durs et des apports des améliorations aérodynamiques (notamment les monkey seats). À trente minutes de la fin, la suspension arrière-droite de la Force India VJM08B de Sergio Pérez casse en plein virage après qu'il est monté sur un vibreur ; la monoplace, glissant sur l'herbe, percute le mur puis bute sur sa roue arrachée qui le fait partir en tonneau. Si le pilote mexicain est indemne, la séance est interrompue au drapeau rouge pour un quart d'heure afin de nettoyer la piste,,.
La session est relancée pour dix-sept minutes et Lewis Hamilton et Nico Rosberg (1 min 25 s 250), améliorent leurs temps. Le Britannique conserve le meilleur temps de la matinée, en 1 min 25 s 141. Un second drapeau rouge est déployé alors qu'il ne reste plus cinq minutes car l'aileron avant de la Ferrari SF15-T de Kimi Räikkönen (troisième temps de la matinée en 1 min 25 s 812) s'est détaché puis a volé en éclats après que la monoplace a roulé dessus, provoquant une constellation de débris de fibre de carbone sur la piste. La séance est ensuite relancée pour une minute et quelques pilotes effectuent un tour supplémentaire. Daniel Ricciardo réalise le quatrième temps, en 1 min 26 s 053, et devance son coéquipier Daniil Kvyat (1 min 26 s 070) et Vettel (1 min 26 s 395),,.
- Jolyon Palmer, pilote essayeur chez Lotus F1 Team, remplace Romain Grosjean lors de cette séance d'essais.
- Fabio Leimer, pilote essayeur chez Manor Marussia, remplace Roberto Merhi lors de cette séance d'essais.

### Deuxième séance, le vendredi de 14 h à 15 h 30
| Pos. | Pilote           | Voiture            | Chrono         | Écart     |
| ---- | ---------------- | ------------------ | -------------- | --------- |
| 1    | Lewis Hamilton   | Mercedes           | 1 min 23 s 949 |           |
| 2    | Daniil Kvyat     | Red Bull-Renault   | 1 min 24 s 300 | + 0 s 351 |
| 3    | Daniel Ricciardo | Red Bull-Renault   | 1 min 24 s 451 | + 0 s 502 |
| 4    | Nico Rosberg     | Mercedes           | 1 min 24 s 668 | + 0 s 719 |
| 5    | Kimi Räikkönen   | Ferrari            | 1 min 25 s 134 | + 1 s 185 |
| 6    | Carlos Sainz Jr. | Toro Rosso-Renault | 1 min 25 s 599 | + 1 s 650 |

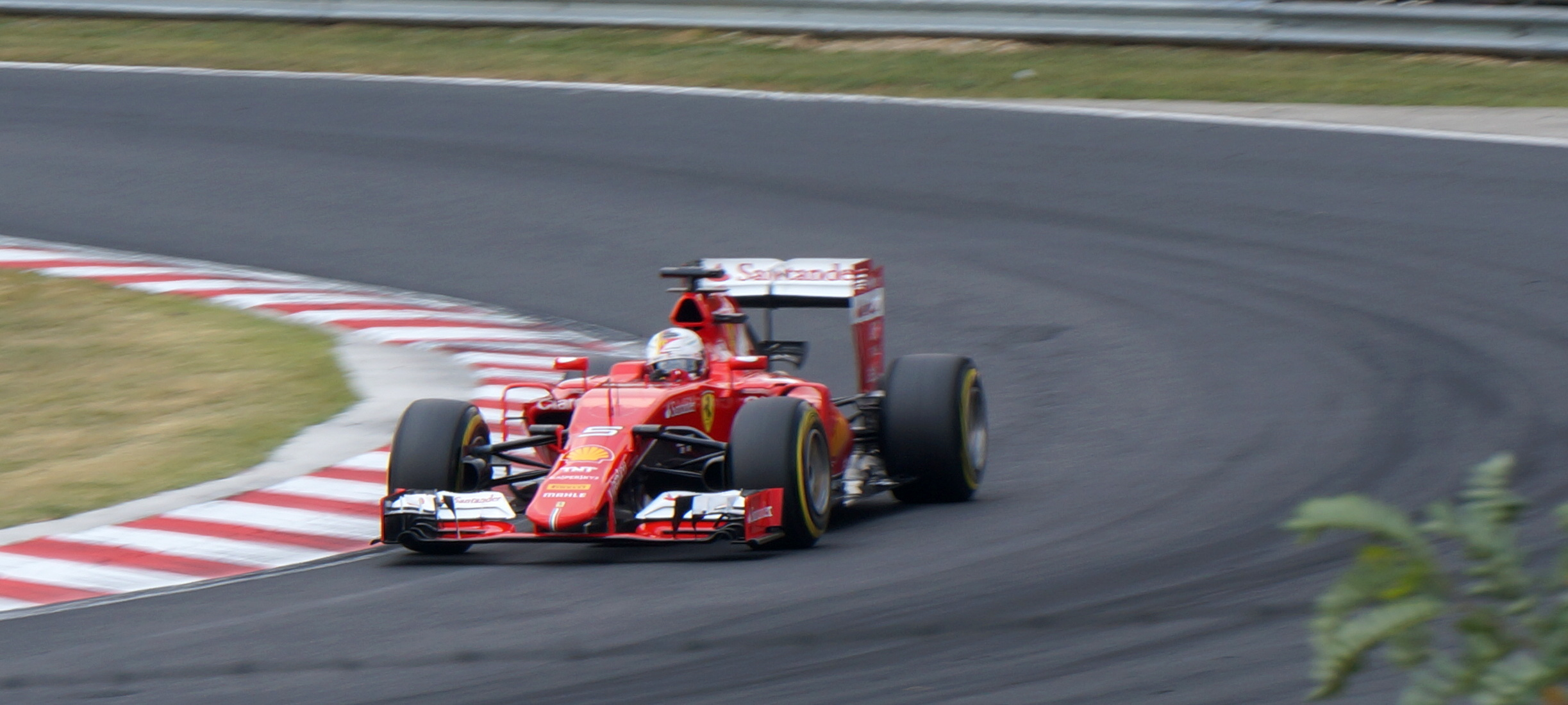
Sebastian Vettel au Grand Prix de Hongrie 2015.

Il fait toujours beau et chaud, avec une température ambiante de 31 °C, au départ de la deuxième séance d'essais libres. Accidenté durant la matinée, Sergio Pérez ne participe pas à la session car sa Force India VJM08B a été quasiment détruite après la rupture de la suspension arrière-droite qui l'a envoyé en tonneau. Comme les techniciens de l'équipe effectuent des analyses et des tests pour s'assurer que le problème ne se reproduise pas avec la monoplace de Nico Hülkenberg, aucune Force India n'est en piste par mesure de précaution : « L'équipe ne participera pas à la séance d'essais libres de cet après-midi car nous continuons nos investigations sur le problème de suspension, rencontré dans la matinée, qui a causé l'accident de Sergio Perez. Sa voiture a souffert au niveau du châssis, des ailerons et du fond plat et les réparations sont en cours. Par précaution, l'équipe choisit de maintenir Nico Hülkenberg au stand pour trouver l'origine du problème et trouver une solution pour la journée de samedi. » D'autre part, Pérez est réprimandé par les commissaires de la FIA pour avoir effectué une simulation de procédure de départ sur la gauche de la ligne des stands, ce qui est interdit par le règlement,,. 
Dès les premiers tours d'installation, la séance est marquée par les nombreux blocages de roue des divers pilotes : avec des températures plus élevées que dans la matinée et une piste toujours très poussiéreuse, le mélange pneumatique « medium » n'apporte pas satisfaction aux pilotes qui se plaignent d'un manque d'adhérence dans les portions sinueuses. Si le rythme n'est pas aussi élevé que le matin, Lewis Hamilton, après vingt minutes, fixe le temps de référence en 1 min 26 s 132, à une seconde de son meilleur temps des EL1 ; Nico Rosberg reste proche de son coéquipier avec un tour bouclé en 1 min 26 s 168. Hamilton améliore dans les minutes suivantes, en 1 min 25 s 613 alors que la première demi-heure s'achève et que les pilotes commencent à chausser les pneus tendres,,.
Ainsi chaussé, Kimi Räikkönen s'empare du meilleur temps, en 1 min 25 s 134. Il ne peut se réjouir de sa performance, immédiatement battue par Rosberg (1 min 24 s 668) puis par Hamilton (1 min 23 s 949). À cinquante minutes de la fin de séance, Sebastian Vettel part en tête-à-queue mais parvient à rejoindre la piste. Les pilotes effectuent des longs relais pour préparer la course lors de la deuxième moitié de séance et aucune amélioration n'est à signaler au niveau des temps. Romain Grosjean part à son tour en tête-à-queue, lui aussi sans conséquence. Les Red Bull RB11 sont toujours aussi performantes que le matin, intercalées aux deuxième et troisième places entre les Mercedes puisque Daniil Kvyat tourne en 1 min 24 s 300 et Daniel Ricciardo en 1 min 24 s 451,,.
À vingt minutes de la fin de la séance, le troisième drapeau rouge de la journée est déployé après la casse du moteur Renault de Ricciardo ; heureusement pour l'Australien, il s'agit d'un ancien bloc et il ne risque donc pas d'être pénalisé. Le drapeau vert est agité pour les seize dernières minutes ; les pilotes poursuivent leurs tests d'évaluation des deux types de pneus en vue de la course et les temps ne s'améliorent plus. Sebastian Vettel part encore une fois en tête-à-queue, au premier virage, sans conséquence. Ses ingénieurs l'informent alors du fait que le système électrique de freinage est défaillant et qu'il ne dispose que du système mécanique pour ralentir. Lewis Hamilton termine en tête de cette deuxième séance, devant Daniil Kvyat, Daniel Ricciardo et Nico Rosberg ; Kimi Räikkönen prend la cinquième place devant Carlos Sainz Jr.,,.

### Troisième séance, le samedi de 11 h à 12 h
| Pos. | Pilote           | Voiture              | Chrono         | Écart     |
| ---- | ---------------- | -------------------- | -------------- | --------- |
| 1    | Lewis Hamilton   | Mercedes             | 1 min 22 s 997 |           |
| 2    | Nico Rosberg     | Mercedes             | 1 min 23 s 095 | + 0 s 098 |
| 3    | Sebastian Vettel | Ferrari              | 1 min 23 s 886 | + 0 s 889 |
| 4    | Daniil Kvyat     | Red Bull-Renault     | 1 min 24 s 215 | + 1 s 218 |
| 5    | Carlos Sainz Jr. | Toro Rosso-Renault   | 1 min 24 s 326 | + 1 s 329 |
| 6    | Nico Hülkenberg  | Force India-Mercedes | 1 min 24 s 483 | + 1 s 486 |

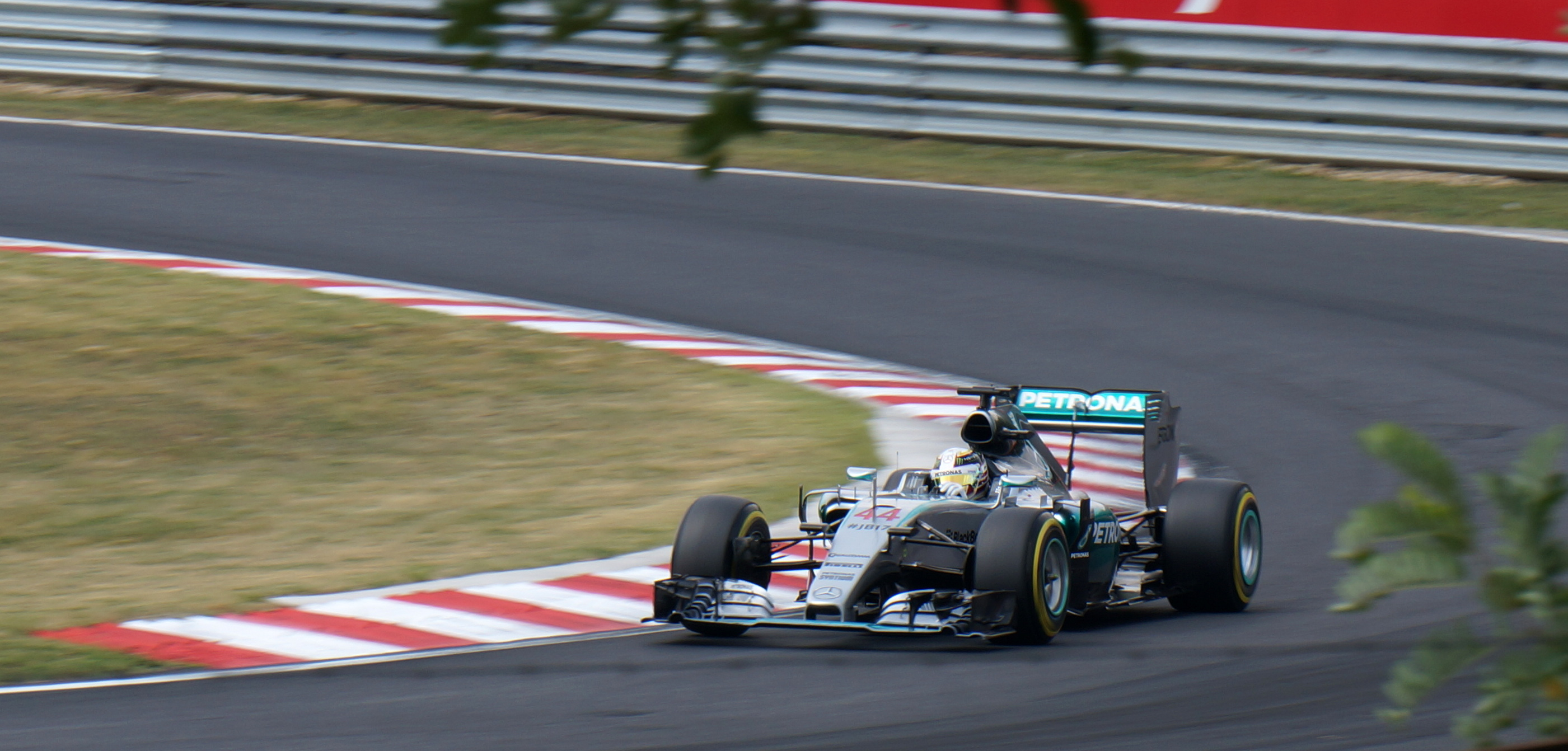
Lewis Hamilton au Grand Prix de Hongrie 2015.

Le ciel est toujours bleu et la température ambiante est de 29 °C au départ de la dernière séance d'essais libres. Absentes lors de la session précédente, les deux monoplaces Force India VJM08B sont les premières en piste, avec Romain Grosjean. Les pilotes débutent avec les pneumatiques « medium » pour effectuer plusieurs tours d'installation. Max Verstappen établit le premier temps de référence, en 1 min 26 s 363 après dix minutes,,. 
Alors que Jenson Button se plaint de la très faible adhérence du train arrière de sa McLaren MP4-30, Nico Hülkenberg perd un élément de sa carrosserie dans la ligne droite des stands. Kimi Räikkönen améliore le meilleur temps provisoire, en 1 min 25 s 943, et relègue son coéquipier Sebastian Vettel à plus de 3 dixièmes de seconde. Les Red Bull RB11 et les Mercedes AMG F1 W06 Hybrid sont toujours dans leur stand. Vettel répond à son coéquipier quelques minutes plus tard, avec un tour bouclé en 1 min 25 s 926. Räikkönen reprend ensuite la main, en 1 min 25 s 661, alors qu'il reste encore quarante minutes d'essais,,.
Dès sa première tentative lancée, Nico Rosberg, en 1 min 25 s 201, bat le temps des Ferrari grâce à une monoplace parfaitement stable dans les virages ; il améliore sur sa lancée, en 1 min 24 s 873. À trente-cinq minutes du terme, Sergio Pérez chausse le premier les gommes tendres, imité par son coéquipier Nico Hülkenberg qui s'empare du meilleur temps en 1 min 24 s 483. Fernando Alonso, en pneus tendres, se hisse entre les deux Mercedes alors que Max Verstappen se plaint d'un problème de récupération d'énergie,,.
Dix minutes plus tard, Räikkönen rentre au ralenti à son stand en pensant être victime d'une crevaison mais ses mécaniciens s'affairent sur son moteur en proie à une fuite d'eau. Rosberg chausse à son tour les pneus tendres et bat, largement, le meilleur temps : 1 min 23 s 095. Hamilton fait encore mieux quelques minutes plus tard en bouclant son tour en 1 min 22 s 997. Si personne ne parvient à battre les Mercedes, Sebastian Vettel, se hisse au troisième rang à moins d'une seconde des Mercedes, devant la Toro Rosso STR10 de Carlos Sainz Jr., Daniil Kvyat et Nico Hülkenberg. Rosberg, à une minute de la fin de séance, reste immobilisé à la sortie de la ligne des stands en proie à un problème technique,,.

## Séance de qualifications

### Résultats des qualifications

#### Session Q1

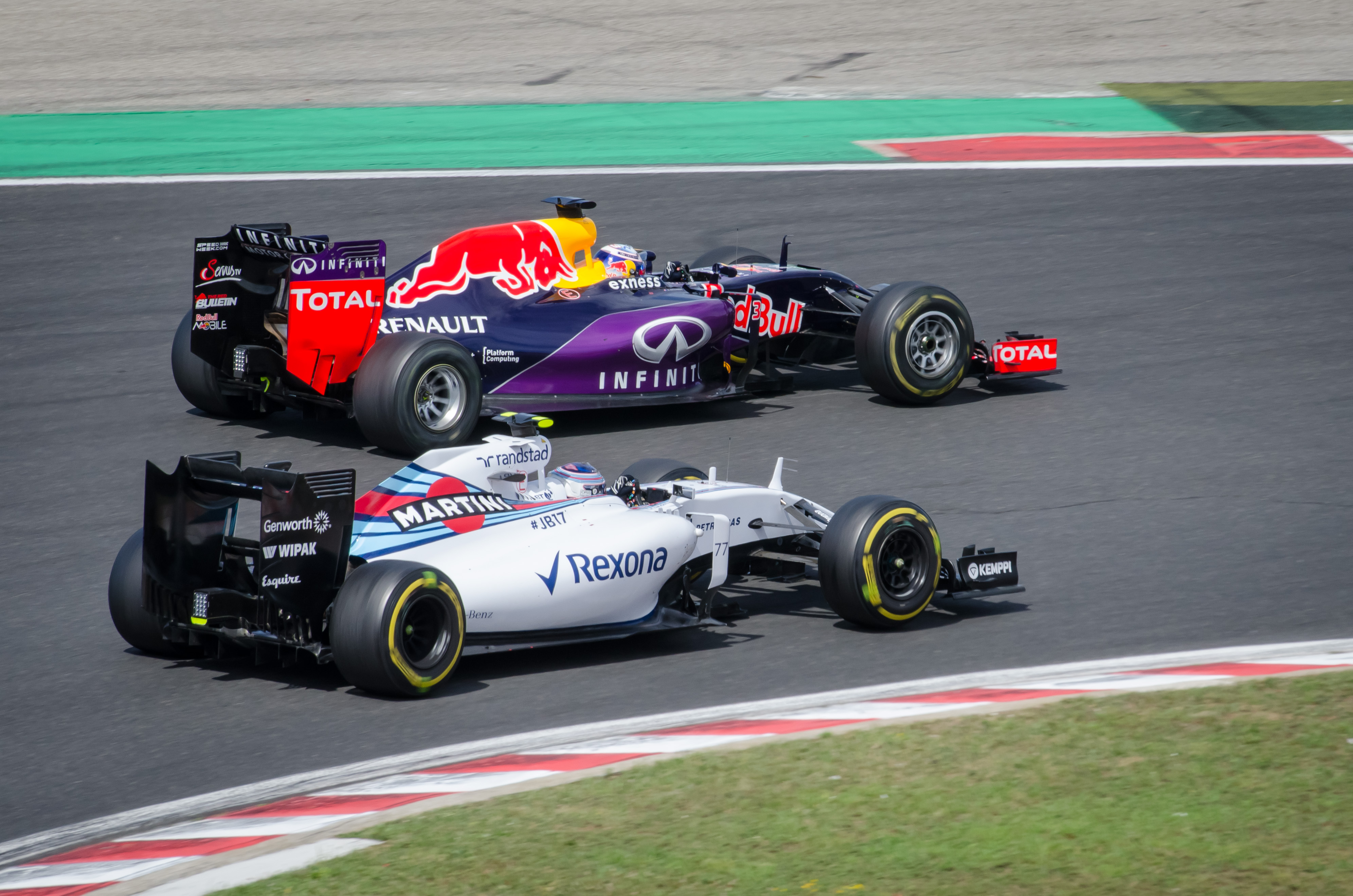
Ricciardo et Bottas au Grand Prix de Hongrie 2015.

Si la température ambiante est de 32 °C tandis que la piste est à 53 °C au lancement des qualifications, le franc soleil risque de laisser place à la pluie en cours de session. Nico Rosberg, victime d'un problème technique en fin d'essais libres (souci du système d'anti-calage) est au départ de cette qualification, de même que Kimi Räikkönen immobilisé dans son stand le matin. Tous les pilotes, hormis Rosberg et Hamilton, utiliseront leurs pneus les plus tendres pour tenter de passer en Q2, les pneus « medium » étant nettement moins performants. Les Mercedes sont les premières en piste et Rosberg fixe le temps de référence en 1 min 25 s 262, performance immédiatement battue par Lewis Hamilton qui tourne en 1 min 24 s 293,,. 
Sebastian Vettel, grâce à un tour bouclé à six dixièmes de seconde d'Hamilton, s'intercale entre les Mercedes alors que Rosberg se rapproche à quatre millièmes de seconde de son compatriote. Hamilton améliore alors son temps (1 min 24 s 213) alors que Daniel Ricciardo réalise un tour sans faute, et échoue à quatre dixièmes de seconde du double champion du monde. À la mi-séance, Pastor Maldonado, Sergio Pérez, Roberto Merhi, Will Stevens et Romain Grosjean (qui n'a toujours pas signé de tempsdans les 107 % qualificatif et se plaint d'un manque d'adhérence) sont dans la zone d'élimination,,.
En chaussant les pneumatiques les plus tendres, Valtteri Bottas prend la tête en 1 min 23 s 649. Grosjean passe à son tour les pneus les plus performants et pointe au quatrième rang. Rosberg les imite et reprend l'avantage avec quatre dixièmes de seconde d'avance sur Vettel. À une minute de la fin de la séance, Fernando Alonso, les Sauber C34 et les Marussia MR03B sont dans la zone rouge. Jenson Button, victime d'un problème d'ERS n'est pas en mesure de défendre sa position alors que son écurie est performante depuis le début du weekend. Alonso s'extirpe in-extremis de la zone éliminatoire aux dépens de son coéquipier qui, s'il améliore son temps dans les derniers instants, ne peut ravir la quinzième place de Carlos Sainz Jr.,,.
Lewis Hamilton améliore une dernière fois, en 1 min 22 s 890, et devance Rosberg (1 min 22 s 979), Sebastian Vettel (1 min 23 s 312) et Daniil Kvyat (1 min 23 s 587). Les cinq pilotes éliminés sont Jenson Button, Marcus Ericsson etson coéquipier Felipe Nasr, Roberto Merhi et son coéquipier Will Stevens,,.

#### Session Q2

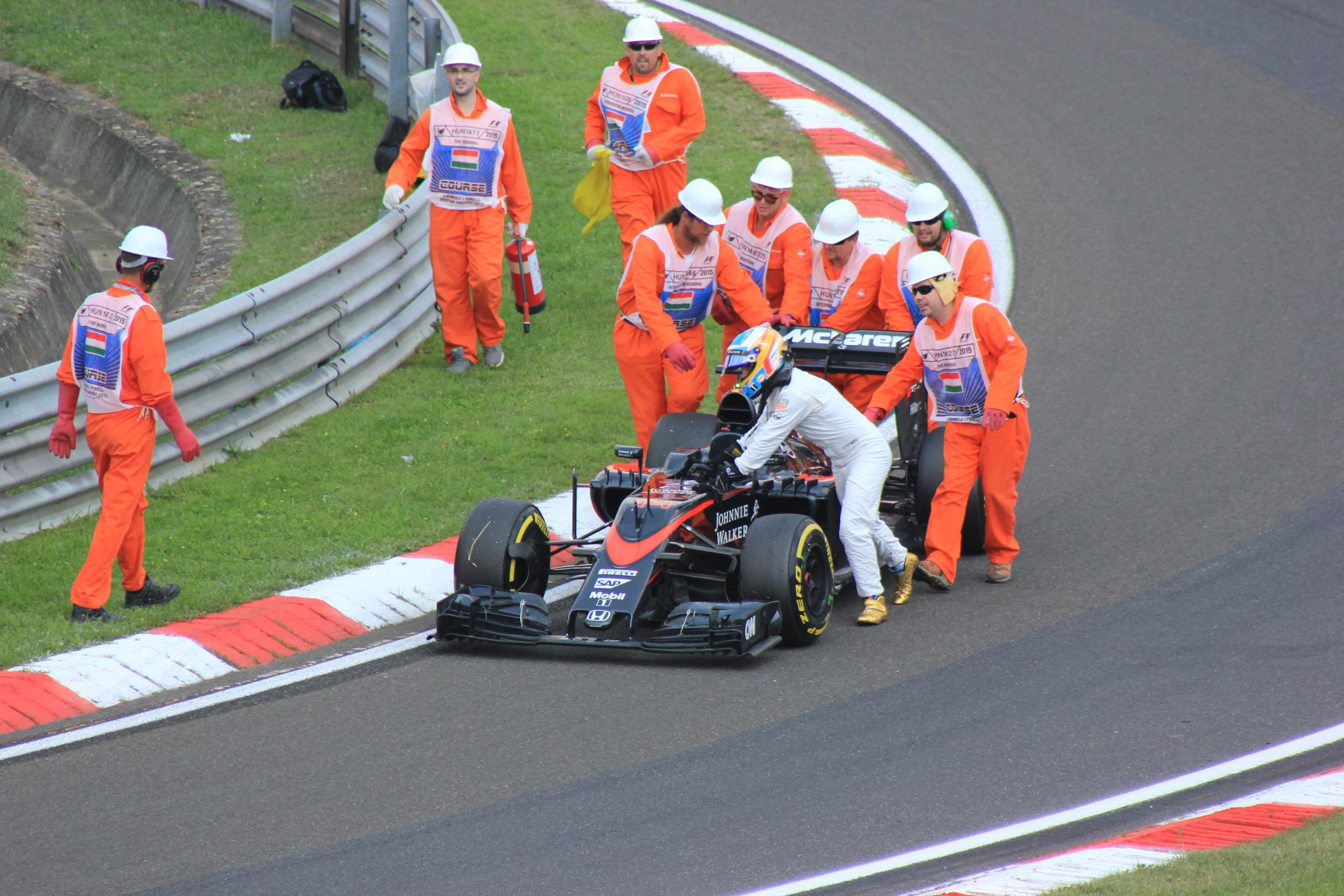
Fernando Alonso en panne.

Tous les pilotes s'élancent avec les pneus les plus tendres pour la deuxième partie des qualifications car l'accession à la Q3 s'annonce serrée. La séance commence très calmement puisque personne ne prend la piste durant les trois premières minutes. Sebastian Vettel, le premier à réaliser un tour chronométré, fixe le temps de référence en 1 min 23 s 168, et devance  son coéquipier Kimi Räikkönen de trois dixièmes de seconde,,. 
Fernando Alonso immobilise sa McLaren MP4-30 juste avant l'entrée de la voie des stands, en proie à un problème technique, ce qui provoque l'interruption de la séance sur drapeau rouge ; l'Espagnol pousse sa voiture en direction des stands avec l'aide des commissaires sous les ovations du public mais ne parvient pas à reprendre la piste. À ce stade de la séance, alors qu'il reste un peu moins de huit minutes, seuls huit pilotes ont réalisé un tour chronométré ; Carlos Sainz Jr., Sergio Pérez, Romain Grosjean, Pastor Maldonado et Alonso se trouvent dans la zone éliminatoire,,.
À la relance, Lewis Hamilton réalise le meilleur tour, en 1 min 22 s 285 ; il devance Rosberg d'une demi-seconde tandis que Vettel et Daniel Ricciardo pointent à moins d'une seconde. Grosjean parvient à s'emparer du dixième temps aux dépens de Nico Hülkenberg, tandis que Maldonado prend la treizième place à Pérez qui, dans sa dernière tentative, arrache sa qualification en Q3. Les cinq éliminés sont Hülkenberg et son coéquipier Pérez, Maldonado, Sainz et Alonso,,.

#### Session Q3
Nico Rosberg, le premier à s'élancer pour un tour rapide, suivi par son coéquipier Lewis Hamilton, fixe le temps de référence en 1 min 22 s 766 mais sa performance est améliorée par le Britannique qui réalise un tour en 1 min 22 s 408. Sebastian Vettel est troisième à moins de six dixièmes de seconde d'Hamilton, juste devant Kimi Räikkönen quatrième (à un dixième de son coéquipier) lorsque Daniel Ricciardo s'intercale entre les deux Ferrari. Suivent Valtteri Bottas, Daniil Kvyat, Felipe Massa et Romain Grosjean tandis que Max Verstappen reste au stand,,. 
Alors qu'il reste cinq minutes, la majorité des pilotes est aux stands pour chausser de nouvelles gommes en vue de faire une deuxième tentative. Rosberg améliore et se rapproche à deux dixièmes de seconde d'Hamilton (1 min 22 s 595) ce n'est pas été suffisant pour lui ravir la pole position, d'autant que Hamilton améliore à son tour de quatre dixièmes de seconde (1 min 22 s 020),,.
Hamilton réalise ainsi sa neuvième pole position de la saison (la quarante-septième de sa carrière) après avoir obtenu les meilleurs temps en Q1 et Q2. Il devance en première ligne son coéquipier Rosberg ; Vettel prend la troisième place à sept dixièmes de seconde, quelques centièmes devant Ricciardo. Räikkönen, cinquième et son compatriote Bottas occuperont la troisième ligne, devant Kvyat, Massa, Verstappen et Grosjean,,.

### Grille de départ

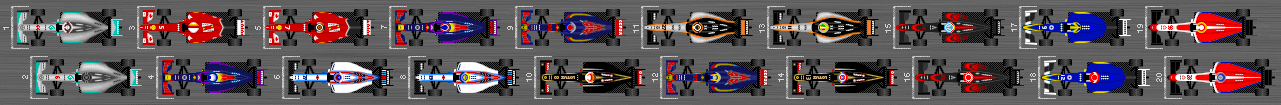
La grille de départ du Grand Prix de Hongrie 2015.

| Pos.                                                                                      | Pilote           | Écurie                 | Qualifications 1 | Qualifications 2 | Qualifications 3 |
| ----------------------------------------------------------------------------------------- | ---------------- | ---------------------- | ---------------- | ---------------- | ---------------- |
| 1                                                                                         | Lewis Hamilton   | Mercedes               | 1 min 22 s 890   | 1 min 22 s 285   | 1 min 22 s 020   |
| 2                                                                                         | Nico Rosberg     | Mercedes               | 1 min 22 s 979   | 1 min 22 s 775   | 1 min 22 s 595   |
| 3                                                                                         | Sebastian Vettel | Ferrari                | 1 min 23 s 312   | 1 min 23 s 168   | 1 min 22 s 739   |
| 4                                                                                         | Daniel Ricciardo | Red Bull-Renault       | 1 min 24 s 408   | 1 min 23 s 230   | 1 min 22 s 774   |
| 5                                                                                         | Kimi Räikkönen   | Ferrari                | 1 min 23 s 596   | 1 min 23 s 460   | 1 min 23 s 020   |
| 6                                                                                         | Valtteri Bottas  | Williams-Mercedes      | 1 min 23 s 649   | 1 min 23 s 460   | 1 min 23 s 222   |
| 7                                                                                         | Daniil Kvyat     | Red Bull-Renault       | 1 min 23 s 587   | 1 min 23 s 597   | 1 min 23 s 332   |
| 8                                                                                         | Felipe Massa     | Williams-Mercedes      | 1 min 23 s 895   | 1 min 23 s 598   | 1 min 23 s 537   |
| 9                                                                                         | Max Verstappen   | Toro Rosso-Renault     | 1 min 24 s 032   | 1 min 23 s 781   | 1 min 23 s 679   |
| 10                                                                                        | Romain Grosjean  | Lotus-Mercedes         | 1 min 24 s 242   | 1 min 23 s 805   | 1 min 24 s 181   |
| 11                                                                                        | Nico Hülkenberg  | Force India-Mercedes   | 1 min 24 s 115   | 1 min 23 s 826   |                  |
| 12                                                                                        | Carlos Sainz Jr. | Toro Rosso-Renault     | 1 min 24 s 623   | 1 min 23 s 869   |                  |
| 13                                                                                        | Sergio Pérez     | Force India-Mercedes   | 1 min 24 s 444   | 1 min 24 s 461   |                  |
| 14                                                                                        | Pastor Maldonado | Lotus-Mercedes         | 1 min 23 s 895   | 1 min 24 s 609   |                  |
| 15                                                                                        | Fernando Alonso  | McLaren-Honda          | 1 min 24 s 563   | pas de temps     |                  |
| 16                                                                                        | Jenson Button    | McLaren-Honda          | 1 min 24 s 739   |                  |                  |
| 17                                                                                        | Marcus Ericsson  | Sauber-Ferrari         | 1 min 24 s 843   |                  |                  |
| 18                                                                                        | Felipe Nasr      | Sauber-Ferrari         | 1 min 24 s 997   |                  |                  |
| 19                                                                                        | Roberto Merhi    | Manor Marussia-Ferrari | 1 min 27 s 416   |                  |                  |
| 20                                                                                        | Will Stevens     | Manor Marussia-Ferrari | 1 min 27 s 949   |                  |                  |
| Temps minimal à réaliser pour la qualification : 1 min 28 s 692 (107 % de 1 min 22 s 890) |                  |                        |                  |                  |                  |

## Course

### Déroulement de l'épreuve
Les conditions météorologiques ont changé à quelques minutes du départ du Grand Prix puisque des nuages planent au-dessus du circuit tandis que la température chute à 20 °C et qu'un léger risque d'averse est signalé. À 13 h 45, une minute de silence est observée à la mémoire de Jules Bianchi dont la famille est présente, invitée personnellement par Bernie Ecclestone. Devant la ligne de départ, en compagnie des proches de Bianchi, les vingt pilotes forment un cercle au centre duquel le casque de Bianchi est posé, entouré de ceux des autres pilotes,,.  
La première ligne est occupée par les deux pilotes Mercedes, Lewis Hamilton ayant réalisé la pole position devant Nico Rosberg. Les Ferrari de Sebastian Vettel et Kimi Räikkönen sont en embuscade aux troisième et cinquième place, les Red Bull RB11 de Daniel Ricciardo (quatrième) et Daniil Kvyat (septième) semblent en mesure de lutter pour les place de tête alors que les Williams FW37 sont peu à leur aise ce weekend. Tous les pilotes partent en pneus tendres à l'exception de Pastor Maldonado, en configuration « medium » ; si deux arrêts sont prévus par Pirelli pour cette course, le Vénézuélien envisage un pari avec un seul arrêt aux stands. Alors que les pilotes s’apprêtent à s'élancer, la procédure départ est annulée car Felipe Massa, qui ne voit pas son emplacement, est mal positionné sur la grille. Les pilotes doivent ainsi faire un nouveau tour de formation, la course est amputée d'une boucle (il n'y a plus que 69 tours à couvrir) et le Brésilien reçoit une pénalité de 5 secondes,,,.
Lors du « deuxième » départ, Lewis Hamilton et Nico Rosberg manquent complètement leur envol et les Ferrari prennent le meilleur sur leurs rivales : Vettel et Räikkönen sont en tête après quelques virages, devant Rosberg et Hamilton qui rate complètement son deuxième secteur après être passé par le bac à gravier afin d'éviter un contact avec son équipier ;  l'auteur de la pole position perd de nombreuses positions et n'est plus que dixième à l'issue du premier tour. Après trois tours, Vettel devance Räikkönen, Rosberg, Valtteri Bottas, Nico Hülkenberg, Daniil Kvyat, Daniel Ricciardo, Sergio Pérez, Massa et Hamilton. Les Ferrari SF15-T, très à l'aise sur le « tourniquet hongrois » (Vettel bat le record du tour à chaque boucle en tête de course), prennent plusieurs secondes d'avance sur Rosberg. Ricciardo passe Kvyat au huitième tour, manœuvre facilitée par une consigne d'équipe intimant au Russe de ne pas bloquer son coéquipier. Hamilton doit attendre le dixième tour pour ravir la neuvième position à Massa, Ricciardo faisant de même sur Hülkenberg. Après dix tours, Vettel précède Räikkönen, Rosberg, Bottas, Ricciardo, Hülkenberg, Kvyat, Pérez, Hamilton et Massa,,.
Si l'écart est de 2 secondes entre Vettel et Räikkönen en tête de la course, les Ferrari possèdent une marge de plus de 7 secondes sur Rosberg après treize tours. Hamilton dépasse Pérez pour le gain de la huitième position tandis que Ricciardo double Bottas pour s'emparer de la quatrième. Le Finlandais, le premier des hommes de tête à s'arrêter pour changer de pneus, choisit de repartir en tendres ; Kvyat, qui s'arrête en même temps, repart chaussé des gommes les plus dures. Massa, qui s'arrête au tour suivant, en profite pour purger sa pénalité. Maldonado percute Pérez à la sortie du premier virage envoie sa Force India VJM08B en tête-à-queue : le Mexicain perd de nombreuses places tandis que Maldonado écope d'une pénalité. Hamilton rentre au stand et ressort juste devant Bottas. Quand Rosberg s'arrête, un tour plus tard, Ricciardo prend la troisième place. Vettel s'arrête au vingt-deuxième tour, laissant le commandement à Räikkönen, qui fait de même un tour après, et récupère la deuxième position derrière son coéquipier. Après vingt-trois tours, Vettel devance Räikkönen, Rosberg, Ricciardo, Hamilton, Bottas, Hülkenberg, Kvyat, Max Verstappen et Fernando Alonso,,.
Romain Grosjean écope d'une pénalité de 5 secondes après que son écurie l'a relâché de manière jugée dangereuse lors de son arrêt au stand. Lewis Hamilton attaque Ricciardo qui défend parfaitement sa position. Rosberg peine à tenir le rythme des Ferrari portent leur avance à 17 secondes. Hamilton double Ricciardo au vingt-neuvième tour et prend la quatrième place, à 16 secondes de son coéquipier. À la mi-course, au trente-cinquième tour, Vettel possède 7 secondes d'avance sur Räikkönen, 21 s sur Rosberg, 30 s sur Hamilton, 39 s sur Ricciardo, 52 s sur Bottas et 55 s sur Hülkenberg ; Verstappen, Alonso et Carlos Sainz Jr. suivent au-delà de la minute. Hamilton et les Ferrari sont en pneus tendres tandis que Rosberg effectue son relais en « medium ». Hamilton réalise le meilleur tour en course et réduit l'écart sur Rosberg à 5 secondes à l'issue de la quarantième boucle, où Kimi Räikkönen se plaint d'une perte de puissance  causée par une défaillance du MGU-K,,. 
Au quarante-troisième tour, la Force India VJM08B de Nico Hülkenberg est victime d'une casse de l'aileron avant au bout de la ligne droite : l'Allemand, alors septième, dans l'impossibilité de freiner et de contrôler sa trajectoire, tire droit dans le mur de pneus et parsème la piste de débris de fibre de carbone, entraînant le déploiement de la voiture de sécurité virtuelle qui précède la sortie de la voiture de sécurité au bout de quelques minutes. Afin de permettre le nettoyage de la ligne droite, la voiture de sécurité et les monoplaces passent par la voie des stands à chaque tour. Force India décide de changer l'aileron avant de Sergio Pérez par mesure de précaution. Les pilotes profitent de la neutralisation pour changer de pneumatiques et Daniel Ricciardo est le seul, parmi les six premiers, à chausser des gommes tendres. Derrière la voiture de sécurité, Vettel précède Räikkönen (toujours en difficulté et perdant de plus en plus de terrain), Rosberg, Hamilton, Ricciardo, Bottas, Kvyat, Verstappen, Sainz et Button. Les pilotes retardataires sont ensuite autorisés à doubler la voiture de sécurité et la course repart pour vingt tours,,.
À la relance, Räikkönen est immédiatement dépassé par Rosberg qui se met en chasse de Vettel. Derrière, Hamilton, en défendant sa quatrième place face à Ricciardo, bloque ses roues avant au premier virage, heurte son rival et casse son aileron ; il écope d'un drive-through qui le relègue à la treizième place. Après cinquante-et-un tours, Vettel devance Rosberg, Ricciardo (qui a dépassé Räikkönen), Kvyat, Verstappen, Sainz, Alonso, Button et Massa. Bottas est victime d'une crevaison après un contact avec Verstappen puis Räikkönen, en perdition, abandonne au cinquante-septième tour. Verstappen et Maldonado écopent d'un drive-through pour avoir dépassé la vitesse autorisée dans la voie des stands quand Alonso dépasse Sainz et prend la sixième place,,.

Ricciardo est désormais très proche de Rosberg, ce dont profite Vettel pour accroître son avance en tête. Hamilton dépasse Marcus Ericsson et remonte dans les points alors que Sainz abandonne à son tour. Daniel Ricciardo attaque Rosberg mais manque son freinage et touche l'Allemand qui crève : les deux rentrent au stand faire réparer leur monoplace. Kvyat, qui vient de purger une pénalité de 10 secondes pour avoir franchi les limites de la piste, est désormais en passe de monter sur son premier podium en Formule 1. Hamilton dépasse Grosjean pour le gain de la sixième place. Sebastian Vettel s'impose finalement pour la deuxième fois de la saison et égale Ayrton Senna avec 41 victoires. Daniil Kvyat, deuxième, obtient le premier podium de sa carrière, devant son coéquipier Ricciardo. Verstappen termine quatrième devant Alonso ; suivent pour les points Hamilton, Grosjean, Rosberg, Jenson Button et Ericsson,,. Vettel dédie sa victoire à Jules Bianchi durant son tour d'honneur, :

« Merci Jules, cette victoire est pour toi. [en français]
Cette victoire est pour toi. Tu seras toujours dans nos cœurs. On sait tous qu'un jour, tu aurais fait partie de cette équipe. [en anglais] »

### Classement de la course
| Pos. | no | Pilote           | Écurie                 | Tours | Temps/Abandon                            | Grille | Points |
| ---- | -- | ---------------- | ---------------------- | ----- | ---------------------------------------- | ------ | ------ |
| 1    | 5  | Sebastian Vettel | Ferrari                | 69    | 1 h 46 min 09 s 985 (170,816 km/h)       | 3      | 25     |
| 2    | 26 | Daniil Kvyat     | Red Bull-Renault       | 69    | + 15 s 748 (dont 10 s de pénalité)       | 7      | 18     |
| 3    | 3  | Daniel Ricciardo | Red Bull-Renault       | 69    | + 25 s 084                               | 4      | 15     |
| 4    | 33 | Max Verstappen   | Toro Rosso-Renault     | 69    | + 44 s 251                               | 9      | 12     |
| 5    | 14 | Fernando Alonso  | McLaren-Honda          | 69    | + 49 s 079                               | 15     | 10     |
| 6    | 44 | Lewis Hamilton   | Mercedes               | 69    | + 52 s 025                               | 1      | 8      |
| 7    | 8  | Romain Grosjean  | Lotus-Mercedes         | 69    | + 58 s 578                               | 10     | 6      |
| 8    | 6  | Nico Rosberg     | Mercedes               | 69    | + 58 s 876                               | 2      | 4      |
| 9    | 22 | Jenson Button    | McLaren-Honda          | 69    | + 1 min 07 s 028                         | 16     | 2      |
| 10   | 9  | Marcus Ericsson  | Sauber-Ferrari         | 69    | + 1 min 09 s 130                         | 17     | 1      |
| 11   | 12 | Felipe Nasr      | Sauber-Ferrari         | 69    | + 1 min 13 s 458                         | 18     |        |
| 12   | 19 | Felipe Massa     | Williams-Mercedes      | 69    | + 1 min 14 s 278                         | 8      |        |
| 13   | 77 | Valtteri Bottas  | Williams-Mercedes      | 69    | + 1 min 20 s 228                         | 6      |        |
| 14   | 13 | Pastor Maldonado | Lotus-Mercedes         | 69    | + 1 min 25 s 142 (dont 10 s de pénalité) | 14     |        |
| 15   | 98 | Roberto Merhi    | Manor Marussia-Ferrari | 67    | + 2 tours                                | 19     |        |
| 16   | 28 | Will Stevens     | Manor Marussia-Ferrari | 65    | Suspension                               | 20     |        |
| Abd. | 55 | Carlos Sainz Jr. | Toro Rosso-Renault     | 60    | Pression d'essence                       | 12     |        |
| Abd. | 7  | Kimi Räikkönen   | Ferrari                | 55    | MGU-K                                    | 5      |        |
| Abd. | 11 | Sergio Pérez     | Force India-Mercedes   | 53    | Freins                                   | 13     |        |
| Abd. | 27 | Nico Hülkenberg  | Force India-Mercedes   | 41    | Accident (rupture de l'aileron avant)    | 11     |        |

### Pole position et record du tour
- Pole position :  Lewis Hamilton  (Mercedes) en 1 min 22 s 020 (192,290 km/h)[30].
- Meilleur tour en course :   Daniel Ricciardo (Red Bull-Renault) en 1 min 24 s 821 (185,940 km/h) au soixante-huitième tour[31].

### Tours en tête
- Sebastian Vettel : 68 tours (1-21 / 23-69)[32]
- Kimi Räikkönen : 1 tour (22)

## Classements généraux à l'issue de la course
| Pos. | Pilote           | Écurie               | Points |
| ---- | ---------------- | -------------------- | ------ |
| 1    | Lewis Hamilton   | Mercedes             | 202    |
| 2    | Nico Rosberg     | Mercedes             | 181    |
| 3    | Sebastian Vettel | Ferrari              | 160    |
| 4    | Valtteri Bottas  | Williams-Mercedes    | 77     |
| 5    | Kimi Räikkönen   | Ferrari              | 76     |
| 6    | Felipe Massa     | Williams-Mercedes    | 74     |
| 7    | Daniel Ricciardo | Red Bull-Renault     | 51     |
| 8    | Daniil Kvyat     | Red Bull-Renault     | 45     |
| 9    | Nico Hülkenberg  | Force India-Mercedes | 24     |
| 10   | Romain Grosjean  | Lotus-Mercedes       | 23     |
| 11   | Max Verstappen   | Toro Rosso-Renault   | 22     |
| 12   | Felipe Nasr      | Sauber-Ferrari       | 16     |
| 13   | Sergio Pérez     | Force India-Mercedes | 15     |
| 14   | Pastor Maldonado | Lotus-Mercedes       | 12     |
| 15   | Fernando Alonso  | McLaren-Honda        | 11     |
| 16   | Carlos Sainz Jr. | Toro Rosso-Renault   | 9      |
| 17   | Jenson Button    | McLaren-Honda        | 6      |
| 18   | Marcus Ericsson  | Sauber-Ferrari       | 6      |

| Pos. | Écurie               | Points |
| ---- | -------------------- | ------ |
| 1    | Mercedes             | 383    |
| 2    | Ferrari              | 236    |
| 3    | Williams-Mercedes    | 151    |
| 4    | Red Bull-Renault     | 96     |
| 5    | Force India-Mercedes | 39     |
| 6    | Lotus-Mercedes       | 35     |
| 7    | Toro Rosso-Renault   | 31     |
| 8    | Sauber-Ferrari       | 22     |
| 9    | McLaren-Honda        | 17     |

## Statistiques
Le Grand Prix de Hongrie 2015 représente :
- la 47e pole position de sa carrière en Formule 1 pour Lewis Hamilton, sa cinquième à Budapest depuis 2007[35] ;
- la 41e victoire de sa carrière pour Sebastian Vettel, qui lui permet de rejoindre Ayrton Senna au troisième rang des vainqueurs de Grand Prix[36],[37] ;
- la 223e victoire pour Ferrari en tant que constructeur[38] ;
- la 224e victoire pour Ferrari en tant que motoriste[39] ;
- le 1er podium de sa carrière pour Daniil Kvyat[40].

Au cours de ce Grand Prix :
- Sebastian Vettel rejoint Fernando Alonso en tête du total de points inscrits en Formule 1 (1778 points)[41] ;
- Max Verstappen bat un nouveau record de précocité en prenant la quatrième place d'un Grand Prix à 17 ans ;
- Il n'y a pas de Mercedes sur le podium pour la première fois depuis le Grand Prix du Brésil 2013 (soit 28 podiums consécutifs)[42] ;
- Lewis Hamilton n'est pas sur le podium pour la première fois depuis le Grand Prix de Belgique 2014 (soit 16 podiums consécutifs)[43] ;
- Emanuele Pirro (37 départs en Formule 1 de 1989 à 1991) est nommé  assistant des commissaires de course[44].